# Regione di Huancavelica
Huancavelica è una regione del Perù di 427 009 abitanti, che ha come capoluogo Huancavelica.

## Geografia antropica

### Suddivisioni amministrative
La regione è suddivisa in 7 province che sono composte di 93 distretti. Le province, con i relativi capoluoghi tra parentesi, sono:
- Acobamba (Acobamba)
- Angaraes (Lircay)
- Castrovirreyna (Castrovirreyna)
- Churcampa (Churcampa)
- Huancavelica (Huancavelica)
- Huaytará (Huaytará)
- Tayacaja (Pampas)